# Episodi di Siska (seconda stagione)
Gli episodi della seconda stagione di "Siska" sono stati trasmessi per la prima volta in Germania nel 1999. In Italia, sono andati in onda in prima visione su Retequattro tra il 19 gennaio e il  9 marzo 2001.
| nº | Titolo originale               | Titolo italiano               | Prima TV Germania | Prima TV Italia          |
| -- | ------------------------------ | ----------------------------- | ----------------- | ------------------------ |
| 1  | Die 10% Bande                  | Il racket delle estorsioni    | 1999              | 19 gennaio 2001 - 22,00  |
| 2  | Der Bräutigam der letzten Tage | Gli ultimi giorni dello sposo | 1999              | 26 gennaio 2001 - 20,45  |
| 3  | Regen in Wimbledon             | Un alibi di ferro             | 1999              | 26 gennaio 2001 - 22,00  |
| 4  | Blackout                       | Corto circuito                | 1999              | 2 febbraio 2001 - 20,45  |
| 5  | Fünf Sekunden, höchstens sechs | La verità                     | 1999              | 2 febbraio 2001 - 22,00  |
| 6  | Tod auf Kaution                | Morte su cauzione             | 1999              | 9 febbraio 2001 - 20,45  |
| 7  | Am seidenen Faden              | Una reputazione da difendere  | 1999              | 16 febbraio 2001 - 22,00 |
| 8  | Hart am Abgrund                | Il complotto                  | 1999              | 23 febbraio 2001 - 20,45 |
| 9  | Der Zeuge                      | Il testimone                  | 1999              | 16 febbraio 2002 - 20,45 |
| 10 | Der Schlüssel zum Mord         | La chiave del delitto         | 1999              | 23 febbraio 2001 - 22,00 |
| 11 | Das Ende von Haug              | Rivali                        | 1999              | 9 febbraio 2001 - 22,00  |
| 12 | Der Jobkiller                  | Cinque moventi per un delitto | 1999              | 9 marzo 2001 - 20,45     |
| 13 | Leonardos Geheimnis            | Il segreto di Leonardo        | 1999              | 9 marzo 2001 - 22,00     |